# Млавско-Эльбингская операция
Мла́вско-Э́льбингская опера́ция — наступательная операция советских войск во время Великой Отечественной войны, проведённая 14—26 января 1945 года с целью отсечь группу армий «Центр» от остальной части вермахта и захватить Эльбинг. Является составной частью Восточно-Прусской операции.

## Предпосылки операции
К началу операции войска 2-го Белорусского фронта занимали рубеж Августовского канала, рек Бобра и Нарева. Плацдармы находились у Августова, Ружана и Сероцка. Главный удар должны были нанести с Ружанского плацдарма 3-я, 48-я, 2-я ударная армии и 5-я гвардейская танковая армия на Мариенбург. 65-я и 70-я армии наносили удар с Сероцкого плацдарма на северо-запад. 49-я армия наносила удар на Мышинец. Там находились хорошо модернизированные полевые сооружения и противотанковые заграждения немецких войск. Сильная оборона была подготовлена немцами ещё до начала 1941 года. У немцев были три оборонительные полосы, два — четыре дота на 1 км. Позиции полевого типа имели от трёх до пяти траншей. Старые крепости (Млава, Модлин, Эльбинг, Мариенбург, Торунь) усиливали оборону. Местность и оборона немецких войск не позволяли прорваться на одном сплошном участке. Поэтому между участками прорыва было от 5 до 21 км. На этих участках были созданы участки высокой плотности артиллерии — 180—300 орудий на 1 км фронта. При подготовке операции шла непрерывная разведка инженерных сооружений немцев.

## Ход битвы

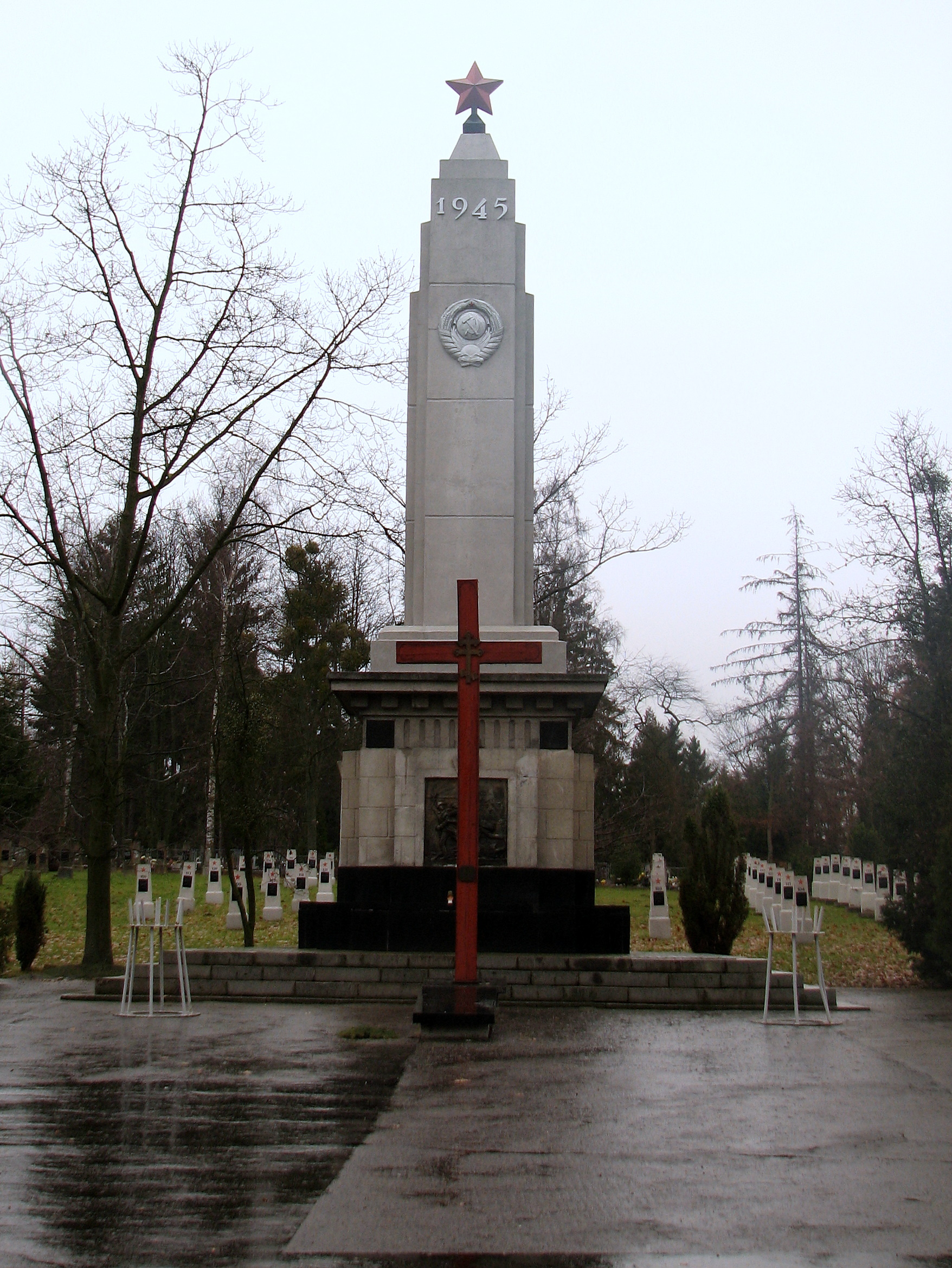
Памятник советским воинам, погибшим при освобождении Эльбинга (Польша)

14 января 1945 года советские войска перешли в наступление. Немцы оказывали упорное сопротивление, предпринимая контратаки. Но общевойсковые армии с помощью двух танковых и механизированного корпусов 15 января прорвали главную линию обороны, а к исходу 16 января продвинулись на 10—25 км и завершили прорыв всей тактической обороны гитлеровцев. В связи с улучшением погоды с 16 января стала активно действовать советская авиация. За день она произвела более 2500 вылетов. 17 января в полосе 48-й армии в прорыв была введена 5-я гвардейская танковая армия. За день танковая армия увеличила глубину прорыва до 60 км и достигла Млавского укреплённого района. В первые дни для содействия успешному наступления танковой армии привлекалось до 85 % сил авиации фронта. Поэтому было нанесено несколько сосредоточенных авиаударов по железнодорожным узлам Ортельсбург, Алленштейн и Найденбург. Сосредоточение основных усилий авиации на правом крыле фронта позволило сорвать перегруппировку немцев и оказать эффективную поддержку танковой армии. Стремительное наступление советских танков сорвало контрудар гитлеровцев, готовившийся из районов Цеханув и Пшасныш. Развивая наступление, советские войска с севера и юга обошли Млавский укрепрайон и к утру 19 января овладели Млавой. Войска левого крыла фронта к этому времени вышли на подступы к Плоньску и захватили Модлин. Основные силы и резервы 2-й немецкой армии были уничтожены. С утра 19 января войска центра и левого крыла фронта при активной поддержке авиации перешли в преследование немецких войск, глубоко охватывая правый фланг восточно-прусской группировки. Под угрозой окружения немецкое командование 22 января начало вывод войск из района Мазурских озёр на северо-запад. Однако уже 25 января подвижные соединения РККА, обойдя с востока Эльбинг, вышли к заливу Фришесс-Хафф и перерезали основные сухопутные коммуникации группы армий «Центр». Немцы могли сообщаться с войсками, действовавшими за Вислой, только по косе Фрише-Нерунг. 26 января соединения 2-й ударной армии ворвались в Мариенбург. Войска левого крыла фронта к этому времени вышли к Висле и в районе Бромберга захватили плацдарм на её западном берегу.

## Итоги операции
В ходе наступления советские войска разгромили 2-ю и часть 4-й армии вермахта. Была блокирована восточно-прусская группировка немцев. Был захвачен плацдарм под Бромбергом и созданы условия для наступления в восточной Померании.